# Rhaphidostegium tequendamense
Rhaphidostegium tequendamense là một loài Rêu trong họ Sematophyllaceae. Loài này được (Hampe) A. Jaeger miêu tả khoa học đầu tiên năm 1878.